# Irma Cajlakovič
Irma Cajlakovič, född 10 november 1996, är en svensk fotbollsspelare (försvarare) som spelar för IFK Norrköping i damallsvenskan.
Cajlakovič beskrivs av Norrköping som en fysisk ytterback med goda defensiva kvaliteter, som även har ett bra tillslag och kan slå fina inlägg från kanten. Hon kom till IFK Norrköping 2019, och har även spelat för Vadstena GoIF och IFK Kalmar. Hennes moderklubb är BK Kenty.